# Bateria B-43a-2
Bateria B-43a-2 – standardowa stała bateria obrony dalekiej. Została zbudowana najprawdopodobniej w 1904 r.
Zlokalizowana na prawym skrzydle fortu 43a „Podchruście” razem z baterią B-43a-3 zlokalizowaną na lewym skrzydle oraz schronem amunicyjnym stanowiła grupę dział rozproszonej obrony fortu. Zbudowana z ziemnych obwałowań ze schronami zlokalizowanymi w poprzecznicach. Schrony o konstrukcji ceglano-kamiennej kryte stropem stalowo-betonowym oraz wejściem chronionym przelotnią.
Wysadzona w latach 50. razem z fortem 43a „Podchruście”. Częściowo zachowane obwałowania.